# Okręg Bihor
Bihor (węg. Bihar) – okręg w Rumunii, obejmujący północną część Kriszany, ze stolicą w mieście Oradea. Znajduje się w regionie północno-zachodnim i graniczy z Węgrami oraz z okręgami Satu Mare, Sǎlaj, Kluż, Alba i Arad. Okręg ma powierzchnię 7544 km² i w 2011 r. liczył 575 398 mieszkańców, gęstość zaludnienia wynosiła 76,3 osób/km².

## Struktura demograficzna
Według spisu ludności z roku 2011 okręg Bihor zamieszkiwały następujące narodowości:
- Rumuni – 366 245 osób – 63,7% populacji
- Węgrzy – 138 213 osób – 24,0% populacji
- Romowie – 34 640 osób – 6,02% populacji
- Słowacy – 6091 osób – 1,06% populacji
- Niemcy – 735 osób – 0,128% populacji
- Żydzi – 176 osób – 0,031% populacji
- Włosi – 160 osób – 0,028% populacji
- Ukraińcy – 101 osób – 0,018% populacji
- Grecy – 47 osób – 0,008% populacji
- Turcy – 45 osób – 0,008% populacji
- Rosjanie – 32 osoby – 0,006% populacji
- Bułgarzy – 29 osób – 0,005% populacji
- Serbowie – 26 osób – 0,005% populacji
- Polacy – 21 osób – 0,004% populacji
- Chińczycy – 14 osób – 0,002% populacji
- Czangowie – 10 osób – 0,002% populacji
- Czesi – 7 osób – 0,001% populacji
- Ormianie – 7 osób – 0,001% populacji
- Chorwaci – 3 osoby – 0,001% populacji

## Podział terytorialny
Okręg Bihor dzieli się na 4 gminy miejskie (municipiu), 6 miast (oraș) i 90 gmin (comună).

### Gminy miejskie
- Oradea
- Beiuș
- Marghita
- Salonta

### Miasta
- Aleșd
- Nucet
- Săcueni
- Ștei
- Valea lui Mihai
- Vașcău

### Gminy
- Abram
- Abrămuț
- Aștileu
- Aușeu
- Avram Iancu
- Balc
- Batăr
- Biharia
- Boianu Mare
- Borod
- Borș
- Bratca
- Brusturi
- Budureasa
- Buduslău
- Bulz
- Buntești
- Căbești
- Căpâlna
- Cărpinet
- Cefa
- Ceica
- Cetariu
- Cherechiu
- Chișlaz
- Ciumeghiu
- Câmpani
- Cociuba Mare
- Copăcel
- Criștioru de Jos
- Curățele
- Curtuișeni
- Derna
- Diosig
- Dobrești
- Drăgănești
- Drăgești
- Finiș
- Gepiu
- Girișu de Criș
- Hidișelu de Sus
- Holod
- Husasău de Tinca
- Ineu
- Lazuri de Beiuș
- Lăzăreni
- Lugașu de Jos
- Lunca
- Mădăras
- Măgești
- Nojorid
- Olcea
- Oșorhei
- Paleu
- Pietroasa
- Pocola
- Pomezeu
- Popești
- Răbăgani
- Remetea
- Rieni
- Roșia
- Roșiori
- Săcădat
- Sălacea
- Sălard
- Sâmbăta
- Sânmartin
- Sânnicolau Român
- Sâniob
- Sântandrei
- Sârbi
- Spinuș
- Suplacu de Barcău
- Șimian
- Șinteu
- Șoimi
- Șuncuiuș
- Tarcea
- Tămășeu
- Tărcaia
- Tăuteu
- Tileagd
- Tinca
- Toboliu
- Tulca
- Țețchea
- Uileacu de Beiuș
- Vadu Crișului
- Viișoara
- Vârciorog